# Roy Zimmerman
Henry LeRoy Zimmerman Jr. (Tonganoxie, 20 febbraio 1918 – Madera, 22 agosto 1997) è stato un giocatore di football americano statunitense che ha giocato nel ruolo di quarterback nella National Football League (NFL). Al college giocò a football alla San Jose State University.

## Carriera professionistica
Zimmerman fu scelto nel corso del settimo giro del Draft NFL 1940 dai Washington Redskins, il primo giocatore della storia di San Jose State ad essere scelto nel Draft NFL. Giocò per i Redskins da 1940 al 1942. Nel 1943, Zimmerman giocò per gli Steagles, una squadra nata dall'unione tra Philadelphia Eagles e Pittsburgh Steelers (le due squadre avevano dovuto fondersi a causa della scarsità di giocatori impegnati nella Seconda guerra mondiale). Continuò a giocare con gli Eagles fino al 1946, poi passò ai Detroit Lions e chiuse la carriera con i Boston Yanks. Giocando anche in difesa, Zimmerman guidò la NFL in intercetti nel 1945.

## Vittorie e premi

### Franchigia
- Campionati NFL: 1

Washington Redskins: 1942

### Individuale
- Convocazioni al Pro Bowl: 3

1942, 1943, 1944
- Leader della NFL in intercetti: 1

1945

## Statistiche
| Yard passate      | 4.801 |
| Touchdown         | 44    |
| Intercetti subiti | 70    |
| Passer rating     | 47,3  |